# 台湾铠兰
台湾铠兰（学名：Corybas taiwanensis），又名紅盔蘭，为兰科铠兰属下的一个种。其分布于台湾桃园，栖息地位于海拔1400米的林下铺满苔藓的岩壁上。

## 保育现状
在中国物种红色名录中，台湾铠兰被列为极危。它们的栖息地因当地农业林业畜牧业和渔业的发展而退化。

## 扩展阅读
- 維基物種上的相關：台湾铠兰